# Act of the Heart
Act of the Heart (Acte du cœur) est un film québécois écrit, réalisé et produit par Paul Almond, sorti en 1970.

## Synopsis
Martha Hayes (Geneviève Bujold), une jeune femme très fervente de la Côte-Nord du Québec, arrive à Montréal, où elle travaille comme gouvernante auprès de Russel (Bill Mitchell), le fils d'une veuve fortunée (Monique Leyrac).
Elle se joint à une chorale d'église, où elle rencontre et s'éprend d'un jeune moine Augustin, Michael Ferrier (Donald Sutherland). Lorsque Russel meurt accidentellement, Martha remet en doute ses croyances religieuses et avoue au frère Michael son amour pour lui. Michael est aussi amoureux de Martha et quitte son ordre pour aller vivre avec elle. 
Mais la vie de couple s'avère difficile pour ces deux êtres mal adaptés à la vie réelle. Martha, rongée par les remords d'avoir trahi sa foi, s'immole sur une colline (Mont Royal) dominant Montréal.

## Distribution
- Geneviève Bujold : Martha Hayes
- Donald Sutherland : Father Michael Ferrier
- Monique Leyrac : Johane Foss
- Sharon Acker : Adele
- Eric House : Choirmaster
- Ratch Wallace : Diedrich
- Billy Mitchell : Russell Foss
- Gilles Vigneault : Coach Ti-Jo
- Jean Dalmain : Party
- Claude Jutra : Party
- François Tassé : Party
- Jean Duceppe : Parks Commisioner

## Commentaire
Le deuxième film de Paul Almond mettant en vedette son épouse Geneviève Bujold, fut reçu de façon mitigée par les critiques, mais demeure néanmoins une réflexion profonde sur les thèmes universels que sont le rituel, le sacrifice et la purification. Le film reçut six prix au Canadian Film Festival (aujourd'hui Prix Génie), dont ceux du meilleur réalisateur (Almond) et de la meilleure actrice (Bujold).